# Scindapsus marantifolius
Scindapsus marantifolius  Miq. – gatunek wieloletnich, wiecznie zielonych pnączy z rodziny obrazkowatych, pochodzących z Jawy.